# Kevin G. Schmidt
Kevin G. Schmidt (Andover, Kansas, 16 de agosto de 1988) é um ator norte-americano. É irmão dos também atores Kenneth Schmidt e Kendall Schmidt.

## Biografia
É mais conhecido por interpretar "Henry Baker", o filho do personagem de Steve Martin nos filmes Doze É Demais e Doze É Demais 2. 
Em 2009 interpretou "Bull" em Programa de Proteção Para Princesas e participou do filme Efeito Borboleta em 2004.

## Filmografia
| Filmes      | Filmes                              | Filmes               | Filmes          |
| Ano         | Título                              | Papel                | Notas           |
| ----------- | ----------------------------------- | -------------------- | --------------- |
| 2000        | Mind Rage                           | Michael Reid (jovem) |                 |
| 2003        | Doze É Demais                       | Henry Baker          | Coadjuvante     |
| 2004        | Efeito Borboleta                    | Lenny                | Coadjuvante     |
| 2004        | Segurem Essas Crianças              | Skip                 |                 |
| 2005        | Doze É Demais 2                     | Henry Baker          | Co-Protagonista |
| 2007        | Resurrection Mary                   | Jeff Pryce           |                 |
| 2008        | Untitled Dave Caplan Pilot          | Daniel               | Para TV         |
| 2009        | The Alyson Stoner Project           | Ronnie               |                 |
| 2009        | Programa de Proteção Para Princesas | Bull                 | Para TV         |
| 2009        | Alvin e os Esquilos 2               | Ryan Edwards         |                 |
| Televisão   |                                     |                      |                 |
| Ano         | Título                              | Papel                | Episódios       |
| 2001        | Grounded for Life                   | Kyle                 | 1               |
| 2001        | The Downer Channel                  | Timmy                | 1               |
| 2001        | Curb Your Enthusiasm                | Thor                 | 1               |
| 2001        | Judging Amy                         | Lewis                | 1               |
| 2002        | Providence                          | Sam                  | 1               |
| 2002        | The King of Queens                  | Skitch               | 1               |
| 2002        | Taken                               | Tom Clarke (criança) | 2               |
| 2002        | The District                        | Gerald               | 1               |
| 2004        | The Guardian                        | Ted Huberty          | 1               |
| 2004        | Two and a Half Men                  | Jake Belong          | 1               |
| 2004 / 2005 | Run of the House                    | Brad Saminski        | 7               |
| 2005        | Monk                                | Leo                  | 1               |
| 2007        | Numb3rs                             | Steven Wexford       | 1               |
| 2007        | Without a Trace                     | Mason Bynum          | 1               |
| 2008        | CSI: NY                             | Tyler Bennet         | 3               |
| 2008 / 2009 | Kisses                              | Justin Kyller        | 46              |
| 2008 / 2010 | The Young and the Restless          | Noah Newman          | 97              |
| 2010        | Unnatural History                   | Henry Griffin        | Todos           |

## Prêmios e Indicações
| Prêmios | Prêmios   | Prêmios             | Prêmios                                                        | Prêmios                |
| Ano     | Resultado | Premiação           | Categoria                                                      | Título                 |
| ------- | --------- | ------------------- | -------------------------------------------------------------- | ---------------------- |
| 2002    | Indicado  | Young Artist Awards | Melhor Performance em Série de Comédia - Estrelando Ator Jovem | Grounded for Life      |
| 2004    | Venceu    | Young Artist Awards | Melhor Elenco Jovem em Filme                                   | Segurem Essas Crianças |
| 2006    | Indicado  | Young Artist Awards | Melhor Performance em Filme - Elenco Jovem                     | Doze é Demais 2        |